# Li Tie
Li Tie (李鐵T, 李铁S, Lǐ TiěP; Shenyang, 18 settembre 1977) è un allenatore di calcio ed ex calciatore cinese, di ruolo centrocampista.

## Carriera

### Giocatore

#### Club
Ha cominciato la carriera nel Liaoning Hongyun. Dopo la rassegna del campionato del mondo 2002, ai quali ha partecipato con la propria nazionale (prima volta per i cinesi), è stato acquistato dall'Everton. Dopo un periodo allo Sheffield United (senza mai scendere in campo), è tornato in patria, ai Chengdu Blades.
L'anno successivo passa al Liaoning Hongyun.

#### Nazionale
Con la nazionale del suo paese conta 91 presenze e 5 gol.

## Palmarès

### Giocatore

#### Competizioni nazionali
- Supercoppa di Cina: 1

Liaoning: 2000
- China League One: 1

Liaoning: 2009

### Allenatore

#### Competizioni nazionali
- China League One: 1

Wuhan Zall: 2018